# Vadomar

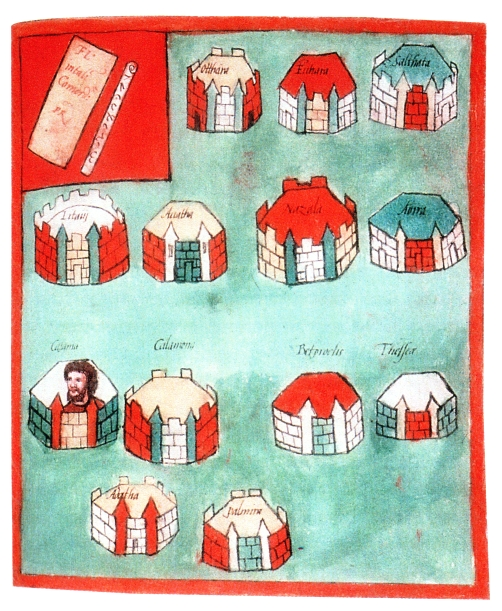
Notitia Dignitatum, Kapitelseite des Dux Foenis mit Angabe von Städten und Kastellen die unter seinem Kommando standen

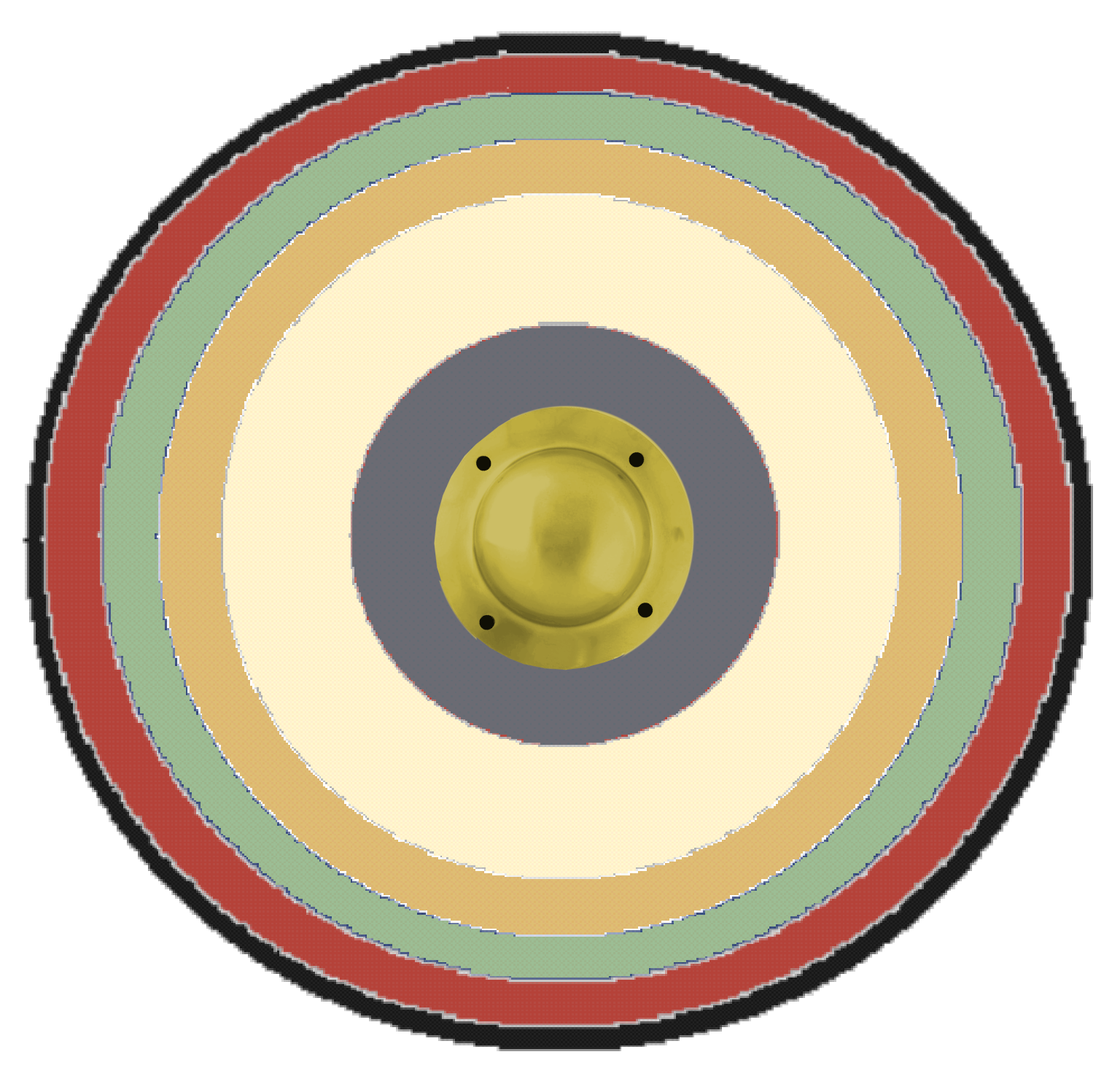
Notitia Dignitatum Occ., Truppenliste des Magister peditum: Schildzeichen der Brisigavi seniores, eine Auxilia-Palatina-Einheit der weströmischen Armee

Vadomar (* vor 354; † nach 373; lat. Vadomarius) war bis 360/61 alamannischer Gaukönig eines gens (Volksstammes), der in einem rechtsrheinischen Gebiet bei Breisach im Breisgau vermutet wird. Er war ein Bruder des Gundomad und Vater des Vithicab.

## Leben
Über Vadomars Leben wird am ausführlichsten in der Res gestae des römischen Historikers Ammianus Marcellinus berichtet.
354 schlossen Vadomar und sein Bruder Gundomad nach einer verlorenen Schlacht gegen Constantius II. bei Augst einen Friedensvertrag. Nachdem Gundomad 357 von im nördlichen Breisgau siedelten Alamannen getötet wurde, erhoben sie sich gegen den Caesar des Westens Julian. Dazu angestachelt hatte sie der Regent im Osten, Constantius II., der sich von dem erfolgreichen und in der Armee beliebten Julian bedroht fühlte und mit seinem Heer in den linksrheinischen Gebieten stand. Im Jahr 359 überschritt Julians Armee bei Mogontiacum (Mainz) den Rhein und zwang die Alamannenkönige Vadomar, Makrian, Hariobaud, Ur, Ursicinus und Vestralp zum Abschluss neuer Friedensverträge. 360 plünderte Vadomar dennoch die an die Provinz Rätien angrenzenden Reichsgebiete. Es gelang ihm über viele Jahre Julian und Constantius II. geschickt gegeneinander auszuspielen. Durch einen von Julian abgefangenen Kurier Vadomars, der einen Brief an Constantius II. bei sich trug, konnte sein Doppelspiel schließlich aufgedeckt werden. Während eines Festmahls im Lager Julians wurde Vadomar gefangen genommen und anschließend nach Hispanien verbannt. Zwischen 363 und 364 machte er unter Julians Nachfolger, Jovian, Karriere und wurde zum Dux Foenicis, Heerführer der Provinz Phoenice, im heutigen Libanon ernannt. Aufgrund seiner Unaufrichtigkeit wurde er jedoch bald wieder abgesetzt. Unter Kaiser Valens kämpfte er 365 als General zur besonderen Verwendung gegen den Usurpator Procopius in Bithynien und 371 gegen die Perser in Mesopotamien.

## Geographische Zuordnung
In der historischen Fachliteratur wird Vadomar häufig als König der Breisgauer (brisgavi) bezeichnet, was alleine aus den geographischen Angaben Ammianus Marcellinus zu Vadomars Aktivitäten abgeleitet wurde. Allerdings gilt diese Zuordnung als unsicher, da die Existenz eines Volksstammes der brisgavi zu Lebzeiten Vadomars nicht nachweisbar ist. Die erste, wenn auch indirekte, Nennung des Landschaftsnamens brisgavi erfolgte erst zwischen 395 und 398 in der Notitia Dignitatum.